# Terj
 (mai 2017).
Terj (persan : طرج romanisé en Ţerj et Ţarj) est un village dans la province de Kerman en Iran. Lors du recensement de 2006, sa population était de 1 266 habitants répartis dans 274 familles.